# دينسي لاتون
دينسي لاتون (بالإنجليزية: Denyce Lawton)‏ هي عارضة وممثلة أمريكية، ولدت في 2 مايو 1978 بسول في كوريا الجنوبية.

## أعمال

### مسلسلات
- كاسل

## وصلات خارجية
- دينسي لاتون على موقع IMDb (الإنجليزية)
- دينسي لاتون على موقع روتن توميتوز (الإنجليزية)
- دينسي لاتون على موقع ألو سيني (الفرنسية)
- دينسي لاتون على موقع أول موفي (الإنجليزية)
- دينسي لاتون على موقع قاعدة بيانات الفيلم (الإنجليزية)
- دينسي لاتون على موقع كينوبويسك (الروسية)